# Wang Hui
Wang Hui (王辉S, Wáng HuīP; 23 settembre 1978) è un ex calciatore ed ex giocatore di calcio a 5 cinese.

## Carriera
Wang ha disputato il FIFA Futsal World Championship 1996 in cui la nazionale cinese di calcio a 5 è stata eliminata nel girone del primo turno comprendente Paesi Bassi, Russia e Argentina.